# Liste der Baudenkmale in Duderstadt (Außenbezirke)
In der Liste der Baudenkmale in Duderstadt (Außenbezirke) sind Baudenkmale in den Ortsteilen der niedersächsischen Stadt Duderstadt im Landkreis Göttingen aufgelistet. Der Stand der Liste ist das Jahr 1997.

## Allgemein
Duderstadt wird das erste Mal im Jahre 927 in einer Schenkungsurkunde König Heinrichs I. erwähnt. Von dieser Urkunde gibt es kein Original mehr, die Kopie stammt aus dem Jahr 929, dem offiziellen Gründungsjahr Duderstadts.
Dieser Artikel enthält eine Auflistung der Baudenkmale in Breitenberg, Brochthausen, Desingerode, Esplingerode, Fuhrbach, Gerblingerode, Hilkerode, Immingerode, Langenhagen, Mingerode, Nesselröden, Tiftlingerode, Werxhausen und Westerode. Die Baudenkmale Duderstadts sind in der Liste der Baudenkmale in Duderstadt aufgeführt.
In den Spalten befinden sich folgende Informationen:
- Lage: die Adresse des Baudenkmales und die geographischen Koordinaten. Kartenansicht, um Koordinaten zu setzen. In der Kartenansicht sind Baudenkmale ohne Koordinaten mit einem roten Marker dargestellt und können in der Karte gesetzt werden. Baudenkmale ohne Bild sind mit einem blauen Marker gekennzeichnet, Baudenkmale mit Bild mit einem grünen Marker.
- Bezeichnung: Bezeichnung des Baudenkmales
- Beschreibung: die Beschreibung des Baudenkmales. Unter § 3 Abs. 2 NDSchG werden Einzeldenkmale und unter § 3 Abs. 3 NDSchG Gruppen baulicher Anlagen und deren Bestandteile ausgewiesen.
- ID: die Objekt-ID des Baudenkmales
- Bild: ein Bild des Baudenkmales, ggf. zusätzlich mit einem Link zu weiteren Fotos des Baudenkmals im Medienarchiv Wikimedia Commons. Wenn man auf das Kamerasymbol klickt, können Fotos zu Baudenkmalen aus dieser Liste hochgeladen werden:

## Breitenberg

### Gruppe: Turmstraße 2
Die Gruppe „Turmstraße 2“ hat die ID 5179946.

| Lage                                      | Bezeichnung                          | Beschreibung | ID       | Bild |
| ----------------------------------------- | ------------------------------------ | --- | -------- | ---- |
| Turmstraße 2 51° 32′ 47″ N, 10° 17′ 12″ O | Kath. Pfarrkirche Mariä Verkündigung | Die Kirche Mariä Verkündigung wurde 1896 in neugotischem Stil errichtet. Der Entwurf des Backsteinbaus stammt von Paschalis Gratze. | 35180641 |      |
| Turmstraße 2 51° 32′ 46″ N, 10° 17′ 9″ O  | Pfarrhaus                            | | 35180619 | BW   |

### Einzelbaudenkmale
| Lage                                         | Bezeichnung              | Beschreibung                       | ID       | Bild |
| -------------------------------------------- | ------------------------ | ---------------------------------- | -------- | ---- |
| 51° 33′ 16″ N, 10° 16′ 49″ O                 | Forsthaus Hübental       |                                    | 35180428 | BW   |
| 51° 33′ 16″ N, 10° 16′ 48″ O                 | Scheunenanbau            |                                    | 35180684 | BW   |
| Harzstraße 51° 32′ 39″ N, 10° 17′ 26″ O      | Klus                     |                                    | 35180491 | BW   |
| Harzstraße 51° 32′ 39″ N, 10° 17′ 25″ O      | Baumbestand              |                                    | 35180727 | BW   |
| Lange Straße 9 51° 32′ 47″ N, 10° 17′ 20″ O  | Wohnhaus                 |                                    | 35180512 | BW   |
| Marienstraße 21 51° 32′ 50″ N, 10° 17′ 21″ O | Wohnhaus                 |                                    | 35180768 | BW   |
| Schmiedegasse 1 51° 32′ 48″ N, 10° 17′ 14″ O | Wirtschaftsgebäude       | Wirtschaftsgebäude einer Hofanlage | 35180598 | BW   |
| Turmstraße 4 51° 32′ 47″ N, 10° 17′ 8″ O     | Wohnhaus einer Hofanlage |                                    | 35180748 | BW   |
| Turmstraße 4 51° 32′ 46″ N, 10° 17′ 8″ O     | unbestimmtes Gebäude     |                                    | 35180828 | BW   |
| Turmstraße 4 51° 32′ 47″ N, 10° 17′ 11″ O    | unbestimmtes Gebäude     |                                    | 35180868 | BW   |

## Brochthausen

### Einzelbaudenkmale
| Lage                                                | Bezeichnung | Beschreibung | ID       | Bild |
| --------------------------------------------------- | ----------- | --- | -------- | ---- |
| Brochthäuser Straße 75 51° 32′ 52″ N, 10° 21′ 34″ O | Wohnhaus    | | 35180908 |      |
| Brochthäuser Straße 83 51° 32′ 49″ N, 10° 21′ 33″ O | Wohnhaus    | | 35180928 |      |
| Reeke 10 51° 32′ 57″ N, 10° 21′ 35″ O               | Kirche      | Die katholische Backsteinkirche St. Georg Brochthausen wurde 1891/92 in neugotischem Stil errichtet. Die dreischiffige Hallenkirche ist mit einem Kreuzrippengewölbe überspannt, im Westen schließt sich ein Turm mit Spitzhelm an. Im Inneren befinden sich vier Pfeilerfiguren aus der zweiten Hälfte des 18. Jahrhunderts, die Ausmalung des Innenraums wurde 1989–91 wiederhergestellt. | 35180948 |      |

## Desingerode

### Gruppe: Hofanlage Desingeröder Straße 7
Die Gruppe „Hofanlage Desingeröder Straße 7“ hat die ID 35179960.

| Lage                                               | Bezeichnung          | Beschreibung | ID       | Bild |
| -------------------------------------------------- | -------------------- | ------------ | -------- | ---- |
| Desingeröder Straße 7 51° 31′ 37″ N, 10° 11′ 11″ O | unbestimmtes Gebäude |              | 35181342 | BW   |
| Desingeröder Straße 7 51° 31′ 36″ N, 10° 11′ 10″ O | Stall/Speicher       |              | 35181364 | BW   |
| Desingeröder Straße 7 51° 31′ 37″ N, 10° 11′ 12″ O | unbestimmtes Gebäude |              | 35181386 | BW   |
| Desingeröder Straße 7 51° 31′ 36″ N, 10° 11′ 11″ O | unbestimmtes Gebäude |              | 35181408 | BW   |

### Gruppe: Desingeröder -/ Mauritiusstraße
Die Gruppe „Desingeröder -/ Mauritiusstraße“ hat die ID 35179974.

| Lage                                                | Bezeichnung     | Beschreibung | ID       | Bild |
| --------------------------------------------------- | --------------- | --- | -------- | ---- |
| Desingeröder Straße 42 51° 31′ 31″ N, 10° 10′ 53″ O | Pfarrhaus       | | 35181100 | BW   |
| Mauritiusstraße 11 51° 31′ 30″ N, 10° 10′ 55″ O     | Kirche          | Die heutige katholische Kirche St. Mauritius Desingerode wurde von 1752 bis 1754 anstelle eines Vorgängerbaues aus dem 16. Jahrhundert errichtet. | 35181252 |      |
| Mauritiusstraße 11 51° 31′ 30″ N, 10° 10′ 55″ O     | Kirchhof        | | 35181275 | BW   |
| Mauritiusstraße 11 51° 31′ 31″ N, 10° 10′ 56″ O     | Umfassungsmauer | | 35181319 | BW   |

### Gruppe: Mauritiusstraße 4, 5, 6, 9
Die Gruppe „Mauritiusstraße 4, 5, 6, 9“ hat die ID 35179988.

| Lage                                           | Bezeichnung | Beschreibung | ID       | Bild |
| ---------------------------------------------- | ----------- | ------------ | -------- | ---- |
| Mauritiusstraße 4 51° 31′ 31″ N, 10° 10′ 57″ O | Wohnhaus    |              | 35181163 | BW   |
| Mauritiusstraße 5 51° 31′ 31″ N, 10° 10′ 59″ O | Wohnhaus    |              | 35181185 | BW   |
| Mauritiusstraße 6 51° 31′ 31″ N, 10° 10′ 56″ O | Wohnhaus    |              | 35181207 | BW   |

### Einzelbaudenkmale
| Lage                                                               | Bezeichnung | Beschreibung | ID       | Bild |
| ------------------------------------------------------------------ | ----------- | --- | -------- | ---- |
| Burgstraße 7/9 51° 31′ 30″ N, 10° 10′ 47″ O                        | Bildstock   | | 35180991 | BW   |
| Desingeröder Straße 45 51° 31′ 28″ N, 10° 10′ 52″ O                | Bildstock   | Der Bildstock befindet sich am Ortsausgang nach Werxhausen. Er ist etwa 1,90 Meter hoch, aus Sandstein gearbeitet und trägt die Datierung 1678. Der Schaft ist in der Aufsicht querrechteckig, nach oben verjüngt er sich leicht und trägt über einem ionisierenden Kapitell einen Aufsatz, auf dem nach Süden hin der Heilige Urban im Papstgewand dargestellt ist. Diese Seite zeigt auf das ehemalige Desingeröder Filialdorf Werxhausen, dessen Kirche dem Heiligen Urban geweiht ist. Auf den anderen Seiten sind der Desingeröder Kirchenpatron St. Mauritius, der Heilige Andreas sowie eine Kreuzigungsgruppe dargestellt. Der Schaft ist mit schuppenartigem Blattwerk verziert. | 35181142 |      |
| Desingeröder Straße/Von-Wehren-Straße 51° 31′ 42″ N, 10° 11′ 24″ O | Bildstock   | Der Bildstock befindet sich an der Landstraße nach Esplingerode. Dieser Bildstock ist über 3,30 Meter hoch und aus hellem Sandstein gearbeitet. Inschriftlich datiert ist er auf das Jahr 1741. Auf den Seiten der Laterne sind der Heiligen Michael, der Heiligen Johannes von Nepomuk und eine Kreuzigungsgruppe dargestellt. Der Schaft des Bildstocks zeigt die Passionswerkzeuge und die Symbole Christi. | 5181014  |      |
| Desingeröder Straße 8 51° 31′ 38″ N, 10° 11′ 10″ O                 | Bildstock   | | 35181057 |      |
| Desingeröder Straße 44 51° 31′ 30″ N, 10° 10′ 52″ O                | Wohnhaus    | | 35181122 | BW   |
| Von-Wehren-Straße 2 51° 31′ 37″ N, 10° 11′ 15″ O                   | Wegemale    | Inschriftlich 1868 datiert und dem Steinhauer H. Vollmer aus Westerode zugeschrieben. Ursprünglicher Standort an einem Feldweg | 35181298 |      |

## Esplingerode

### Einzelbaudenkmale
| Lage                                                | Bezeichnung | Beschreibung | ID       | Bild |
| --------------------------------------------------- | ----------- | --- | -------- | ---- |
| Püttegasse 51° 32′ 17″ N, 10° 11′ 24″ O             | Wegemal     | Am Hohen Baum | 35199321 | BW   |
| Esplingeröder Straße 2 51° 31′ 57″ N, 10° 11′ 47″ O | Wohnhaus    | Das Wohnhaus eines Hofes wurde 1793 erbaut. | 35199174 | BW   |
| Esplingeröder Straße 3 51° 31′ 55″ N, 10° 11′ 48″ O | Kapelle     | Die katholische Kapelle St. Georg wurde 1913 nach Plänen von Franz Huch in neugotischem Stil aus Backsteinmauerwerk errichtet. Der dreiachsige Bau mit eingezogenem Polygonalchor trägt einen verschieferten Dachreiter. | 35199195 |      |
| Esplingeröder Straße 30 51° 32′ 3″ N, 10° 11′ 36″ O | Wohnhaus    | | 35199259 | BW   |
| Esplingeröder Straße 41 51° 32′ 2″ N, 10° 11′ 31″ O | Schmiede    | | 35199281 | BW   |

## Fuhrbach

### Gruppe: Kirche und Schule Fuhrbach
Die Gruppe „Kirche und Schule Fuhrbach“ hat die ID 31351316.

| Lage                                     | Bezeichnung          | Beschreibung | ID       | Bild |
| ---------------------------------------- | -------------------- | --- | -------- | ---- |
| Am Turm 2 51° 31′ 50″ N, 10° 20′ 21″ O   | St. Pankratiuskirche | Die neoromanische katholische Kirche St. Pankratius wurde 1873–76 nach Plänen von Anton Algermissen aus Sandstein-Quadermauerwerk errichtet. Sie hat einen basilikalen Querschnitt und schließt mit einer flachen Holzbalkendecke ab. Der verputzte Turm wurde 1956 an die Kirche angefügt. | 35199366 |      |
| Am Turm 7/9 51° 31′ 49″ N, 10° 20′ 20″ O | Schule               | | 35199387 | BW   |

### Gruppe: Paterhof
Die Gruppe „Paterhof“ hat die ID 35180220.

| Lage                                                | Bezeichnung        | Beschreibung | ID       | Bild |
| --------------------------------------------------- | ------------------ | --- | -------- | ---- |
| Bleicheröder Straße 999 51° 32′ 6″ N, 10° 20′ 52″ O | Torhaus            | Der sogenannte Paterhof gehörte zum Kloster Gerode. Das Torhaus ist ein zweigeschossiges Fachwerkhaus mit einem Krüppelwalmdach. In der Mitte der Fassade befindet sich ein Torbogen, über dem Torbogen sind vier Fenster zu sehen. Ansonsten ist die Fassade unsymmetrisch. | 35199470 |      |
| Bleicheröder Straße 999 51° 32′ 5″ N, 10° 20′ 47″ O | Wirtschaftsgebäude | | 35199555 | BW   |
| Bleicheröder Straße 999 51° 32′ 5″ N, 10° 20′ 48″ O | Wohnhaus           | | 35199500 | BW   |
| Bleicheröder Straße 999 51° 32′ 5″ N, 10° 20′ 48″ O | Scheune            | | 35199528 | BW   |

### Einzelbaudenkmale
| Lage                                                               | Bezeichnung | Beschreibung | ID       | Bild |
| ------------------------------------------------------------------ | ----------- | ------------ | -------- | ---- |
| Fuhrbacher Straße 51° 31′ 22″ N, 10° 19′ 49″ O                     | Bildstock   |              | 35199449 | BW   |
| Bleicheröder Straße/Fuhrbacher Straße 51° 31′ 53″ N, 10° 20′ 27″ O | Bach        |              | 35199408 | BW   |

## Gerblingerode

### Gruppe: Katholische Kirche, mit Kirchturm und Pfarrhaus
Die Gruppe „Katholische Kirche, mit Kirchturm und Pfarrhaus“ hat die ID 45320846.

| Lage                                                  | Bezeichnung | Beschreibung | ID       | Bild           |
| ----------------------------------------------------- | ----------- | ------------ | -------- | -------------- |
| Gerblingeröder Straße 46 51° 29′ 39″ N, 10° 15′ 40″ O | Kirche      |              | 45258535 | Weitere Bilder |
| Gerblingeröder Straße 46 51° 29′ 40″ N, 10° 15′ 41″ O | Pfarrhaus   |              | 45321096 | BW             |
| Gerblingeröder Straße 46 51° 29′ 39″ N, 10° 15′ 41″ O | Kirchturm   |              | 45320959 |                |

### Einzelbaudenkmale
| Lage                                                     | Bezeichnung      | Beschreibung                                                                     | ID       | Bild           |
| -------------------------------------------------------- | ---------------- | -------------------------------------------------------------------------------- | -------- | -------------- |
| Brunnenstraße 30 51° 29′ 41″ N, 10° 15′ 38″ O            | Wohnhaus         |                                                                                  | 35199582 | BW             |
| Gerblingeröder Straße 2 51° 29′ 54″ N, 10° 15′ 40″ O     | Bildstock        |                                                                                  | 35199730 |                |
| Gerblingeröder Straße 51° 29′ 40″ N, 10° 15′ 43″ O       | Sandsteinpfeiler |                                                                                  | 35199709 |                |
| Gerblingeröder Straße 61/63 51° 29′ 42″ N, 10° 15′ 43″ O | Wohnhaus         |                                                                                  | 35199751 | BW             |
| Gerblingeröder Straße 81 51° 29′ 39″ N, 10° 15′ 43″ O    | Wohnhaus         |                                                                                  | 35199794 | BW             |
| 51° 29′ 20″ N, 10° 14′ 43″ O                             | Wall             | Die Pferdebergwarte ist Teil der Duderstädter Landwehr, eine Wall-Graben-Anlage. | 35199622 | Weitere Bilder |
| 51° 29′ 20″ N, 10° 14′ 44″ O                             | Graben           |                                                                                  | 35199834 | BW             |
| Teistunger Straße 16 51° 29′ 35″ N, 10° 15′ 43″ O        | Wohnhaus         |                                                                                  | 35199814 | BW             |
| B 247, km 28,090 51° 29′ 59″ N, 10° 15′ 52″ O            | Grenzstein       | Zeigt die historische Grenz zwischen Hannover und Thüringen an.                  | 35199601 |                |

## Hilkerode
| Lage                                                 | Bezeichnung | Beschreibung | ID       | Bild |
| ---------------------------------------------------- | ----------- | ------------ | -------- | ---- |
| Alte Straße 3 51° 33′ 36″ N, 10° 18′ 29″ O           | Wohnhaus    |              | 35199874 | BW   |
| Alte Straße 7 51° 33′ 37″ N, 10° 18′ 30″ O           | Wohnhaus    |              | 35199894 | BW   |
| Alte Straße 27 51° 33′ 40″ N, 10° 18′ 31″ O          | Wohnhaus    |              | 35199915 | BW   |
| Am Anger 7 51° 33′ 36″ N, 10° 18′ 35″ O              | Wohnhaus    |              |          | BW   |
| Am Euwer 2 51° 33′ 37″ N, 10° 18′ 41″ O              | Wohnhaus    |              | 35199957 | BW   |
| An St. Johannes 13 51° 33′ 36″ N, 10° 18′ 32″ O      | Wohnhaus    |              | 35199977 | BW   |
| Gasse 3 51° 33′ 40″ N, 10° 18′ 35″ O                 | Wohnhaus    |              | 35199997 | BW   |
| Hilkeröder Straße 19 51° 33′ 32″ N, 10° 18′ 36″ O    | Wohnhaus    |              | 35200017 | BW   |
| Hilkeröder Straße 26/28 51° 33′ 32″ N, 10° 18′ 37″ O | Wohnhaus    |              | 35180016 | BW   |
| Hilkeröder Straße 35 51° 33′ 37″ N, 10° 18′ 38″ O    | Wohnhaus    |              | 35200081 | BW   |
| Im Ellertal 3 51° 33′ 44″ N, 10° 18′ 38″ O           | Wohnhaus    |              | 35200101 | BW   |

## Immingerode

### Gruppe: Hofanlage Bardowikstraße 6
Die Gruppe „Hofanlage Bardowikstraße 6“ hat die ID 35180030.

| Lage                                          | Bezeichnung | Beschreibung | ID       | Bild |
| --------------------------------------------- | ----------- | ------------ | -------- | ---- |
| Bardowikstraße 6 51° 29′ 16″ N, 10° 13′ 57″ O | 35203447    |              | 35203447 |      |
| Bardowikstraße 6 51° 29′ 16″ N, 10° 13′ 56″ O | Halbkeller  |              | 35203687 | BW   |
| Bardowikstraße 6 51° 29′ 17″ N, 10° 13′ 56″ O | Scheune     |              | 35203634 |      |

### Gruppe: Kirchhof der kath. Kirche mit Kriegerehrenmal
Die Gruppe „Kirchhof der kath. Kirche mit Kriegerehrenmal“ hat die ID 35180047.

| Lage                                                 | Bezeichnung    | Beschreibung | ID       | Bild |
| ---------------------------------------------------- | -------------- | --- | -------- | ---- |
| Böseckendorfer Straße 6 51° 29′ 22″ N, 10° 13′ 54″ O | Kirche         | Die katholische Kirche St. Johannes Baptist wurde von 1717 bis 1721 errichtet. Es ist eine Saalkirche aus Sandstein-Quadermauerwerk. Der Westturm im Kern mittelalterlich, wahrscheinlich aus dem 14. Jahrhundert. Im Inneren befindet sich ein Hochaltar, dieser ist datiert mit dem Jahr 1745. Der Hochaltar ist möglicherweise aus Teistungenburg in Thüringen. Die Kanzel stammt aus der Mitte des 17. Jahrhunderts. Weiter befindet sich eine Madonna mit Kind aus der Zeit um 1500 in der Kirche. | 35180047 |      |
| Böseckendorfer Straße 8 51° 29′ 22″ N, 10° 13′ 53″ O | Küsterhaus     | | 35203519 |      |
| Böseckendorfer Straße 8 51° 29′ 21″ N, 10° 13′ 54″ O | Kriegerdenkmal | | 44744591 |      |
| Böseckendorfer Straße 8 51° 29′ 22″ N, 10° 13′ 53″ O | Einfriedung    | | 44744536 | BW   |

### Gruppe: Kreuzweg
Die Gruppe „Kreuzweg“ hat die ID 35180061.

| Lage                                  | Bezeichnung | Beschreibung | ID       | Bild |
| ------------------------------------- | ----------- | --- | -------- | ---- |
| Kreuzweg 51° 29′ 14″ N, 10° 14′ 21″ O | Kreuzweg    | Der Kreuzweg auf den Pferdeberg wurde Ende des 19. Jahrhunderts angelegt. Er schließt mit einem Kruzifix aus Sandstein ab, das inschriftlich auf das Jahr 1904 datiert ist. | 35203585 |      |
| Kreuzweg 51° 29′ 12″ N, 10° 14′ 28″ O | Kreuz       | | 35204075 | BW   |

### Einzelbaudenkmale
| Lage                                              | Bezeichnung | Beschreibung | ID       | Bild |
| ------------------------------------------------- | ----------- | --- | -------- | ---- |
| Immingeröder Straße 8 51° 29′ 25″ N, 10° 14′ 3″ O | Wohnhaus    | | 35204124 | BW   |
| Immingeröder Straße 8 51° 29′ 26″ N, 10° 14′ 2″ O | Anbauten    | | 35204145 | BW   |
| Immingeröder Straße 8 51° 29′ 25″ N, 10° 14′ 1″ O | Scheune     | | 35204166 | BW   |
| An der Klus 51° 29′ 22″ N, 10° 13′ 49″ O          | Kapelle     | In der zweiten Hälfte des 19. Jahrhunderts errichteter Nachfolgebau einer 1682/83 anlässlich einer Pestepidemie errichteten Kapelle. | 35203716 |      |
| An der Klus 51° 29′ 23″ N, 10° 13′ 48″ O          | Baumbestand | | 35203716 | BW   |

## Langenhagen

### Einzelbaudenkmale
| Lage                                               | Bezeichnung | Beschreibung | ID       | Bild |
| -------------------------------------------------- | ----------- | ------------ | -------- | ---- |
| Kirchweihstraße 1 51° 32′ 21″ N, 10° 19′ 21″ O     | Kirche      |              | 35200165 |      |
| Langenhäger Straße 51° 31′ 57″ N, 10° 19′ 31″ O    | Bildstock   |              | 35200186 | BW   |
| Langenhäger Straße 33 51° 32′ 24″ N, 10° 19′ 17″ O | Wohnhaus    |              | 35200207 | BW   |

## Mingerode

### Gruppe: Hofanlagen Bachstraße 4 und 6
Die Gruppe „Hofanlagen Bachstraße 4 und 6“ hat die ID 35180075.

| Lage                                     | Bezeichnung | Beschreibung                               | ID       | Bild |
| ---------------------------------------- | ----------- | ------------------------------------------ | -------- | ---- |
| Bachstraße 4 51° 32′ 8″ N, 10° 14′ 29″ O | Scheune     | die Scheune der Hofanlage wurde abgerissen | 35200247 |      |
| Bachstraße 6 51° 32′ 8″ N, 10° 14′ 30″ O | Stall       |                                            | 35201014 |      |
| Bachstraße 6 51° 32′ 7″ N, 10° 14′ 30″ O | Wohnhaus    |                                            | 35200886 |      |
| Bachstraße 6 51° 32′ 8″ N, 10° 14′ 30″ O | Scheune     |                                            | 35200950 |      |

### Gruppe: Hofanlage Bachstraße 12
Die Gruppe „Hofanlage Bachstraße 12“ hat die ID 47379236.

| Lage                                      | Bezeichnung        | Beschreibung | ID       | Bild |
| ----------------------------------------- | ------------------ | ------------ | -------- | ---- |
| Bachstraße 12 51° 32′ 8″ N, 10° 14′ 32″ O | Wirtschaftsgebäude | Scheune      | 35201036 |      |
| Bachstraße 12 51° 32′ 8″ N, 10° 14′ 33″ O | Remise             |              | 47380637 |      |
| Bachstraße 12 51° 32′ 8″ N, 10° 14′ 33″ O | Wirtschaftsgebäude |              | 35200972 |      |
| Bachstraße 12 51° 32′ 8″ N, 10° 14′ 33″ O | Wirtschaftsgebäude |              | 47380539 |      |
| Bachstraße 12 51° 32′ 7″ N, 10° 14′ 33″ O | Wohnhaus           |              | 35200908 |      |
| Bachstraße 12 51° 32′ 7″ N, 10° 14′ 33″ O | Wirtschaftsgebäude |              | 35201100 | BW   |

### Gruppe: Lindenallee 1–14
Die Gruppe „Lindenallee 1-14“ hat die ID 35180089.

| Lage                                        | Bezeichnung  | Beschreibung                                         | ID       | Bild |
| ------------------------------------------- | ------------ | ---------------------------------------------------- | -------- | ---- |
| Lindenallee 1 51° 32′ 9″ N, 10° 14′ 23″ O   | Hoffläche    |                                                      | 35200837 | BW   |
| Lindenallee 1 51° 32′ 9″ N, 10° 14′ 24″ O   | Wohnhaus     |                                                      | 35200378 |      |
| Lindenallee 1 51° 32′ 8″ N, 10° 14′ 22″ O   | Stallscheune |                                                      | 35200779 |      |
| Lindenallee 1 51° 32′ 9″ N, 10° 14′ 23″ O   | Nebengebäude |                                                      | 35200808 |      |
| Lindenallee 2 51° 32′ 10″ N, 10° 14′ 23″ O  | Wohnhaus     |                                                      | 35200407 |      |
| Lindenallee 6 51° 32′ 10″ N, 10° 14′ 22″ O  | Wohnhaus     |                                                      | 35200456 |      |
| Lindenallee 8 51° 32′ 11″ N, 10° 14′ 21″ O  | Wohnhaus     | die gesamte Hofanlage Lindenallee 8 wurde abgerissen | 35200484 |      |
| Lindenallee 8 51° 32′ 11″ N, 10° 14′ 21″ O  | Durchfahrt   |                                                      | 35200702 | BW   |
| Lindenallee 10 51° 32′ 12″ N, 10° 14′ 21″ O | Wohnhaus     |                                                      | 35200510 |      |
| Lindenallee 10 51° 32′ 11″ N, 10° 14′ 20″ O | Keller       |                                                      | 35200728 |      |
| Lindenallee 12 51° 32′ 11″ N, 10° 14′ 19″ O | Wohnhaus     |                                                      | 35200539 |      |

### Gruppe: Hof Wüstefeld
Die Gruppe „Hof Wüstefeld“ hat die ID 46691965.

| Lage                                              | Bezeichnung        | Beschreibung | ID       | Bild |
| ------------------------------------------------- | ------------------ | ------------ | -------- | ---- |
| St.-Andreas-Straße 7 51° 32′ 12″ N, 10° 14′ 29″ O | Wohnhaus           |              | 35200866 |      |
| St.-Andreas-Straße 7 51° 32′ 12″ N, 10° 14′ 30″ O | Wirtschaftsgebäude |              | 35200930 | BW   |
| St.-Andreas-Straße 7 51° 32′ 13″ N, 10° 14′ 30″ O | Stall              |              | 35200994 |      |
| St.-Andreas-Straße 7 51° 32′ 13″ N, 10° 14′ 30″ O | Stall              |              | 46692041 | BW   |
| St.-Andreas-Straße 7 51° 32′ 13″ N, 10° 14′ 30″ O | Scheune            |              | 35201058 |      |

### Einzelbaudenkmale
| Lage                                              | Bezeichnung | Beschreibung | ID       | Bild |
| ------------------------------------------------- | ----------- | --- | -------- | ---- |
| Bachstraße 1 51° 32′ 10″ N, 10° 14′ 27″ O         | Wohnhaus    | | 35200227 |      |
| Bachstraße 34 51° 32′ 6″ N, 10° 14′ 40″ O         | Wohnhaus    | | 35200358 |      |
| Mingeröder Straße 47 51° 32′ 19″ N, 10° 14′ 25″ O | Wohnhaus    | | 35200612 |      |
| St.-Andreas-Straße 51° 32′ 11″ N, 10° 14′ 38″ O   | Kirche      | Die relativ große neoromanische Kirche St. Andreas wurde 1872/73 aus Sandsteinquadern errichtet. Der basilikale Querschnitt mit Holz-Flachdecke weist als Besonderheiten sehr schlanke, weit auseinanderstehende Stützen auf, die die Holzkonstruktion des Obergadens mit den flachen Obergadenfenstern tragen. Im Inneren befinden sich ein spätgotischer Schnitzaltar sowie sechs barocke Heiligenfiguren. | 35200632 |      |

## Nesselröden

### Gruppe: Georgstraße 1, 3
Die Gruppe „Georgstraße 1, 3“ hat die ID 35180122.

| Lage                                      | Bezeichnung  | Beschreibung | ID       | Bild |
| ----------------------------------------- | ------------ | --- | -------- | ---- |
| Georgstraße 51° 29′ 44″ N, 10° 11′ 2″ O   | Kirche       | Die katholische Pfarrkirche St. Georg wurde 1853 an den Turm eines Vorgängerbaus angebaut. Der aus Sandsteinquadern errichtete Saalbau wurde durch den Duderstädter Baumeister L. Windhausen errichtet. Im Inneren stehen eine Pieta, die auf den Anfang des 15. Jahrhunderts datiert wird, und ein barocker Altar aus dem Jahr 1760. | 35201190 |      |
| Georgstraße 1 51° 29′ 45″ N, 10° 11′ 4″ O | Pfarrhaus    | | 35201213 |      |
| Georgstraße 1 51° 29′ 45″ N, 10° 11′ 2″ O | Nebengebäude | | 35201235 |      |
| Georgstraße 3 51° 29′ 46″ N, 10° 11′ 5″ O | Wohnhaus     | | 35201278 |      |
| Georgstraße 3 51° 29′ 46″ N, 10° 11′ 6″ O | Torflügel    | | 35201745 |      |

### Gruppe: Hofanlage Obere Straße 2–4
Die Gruppe „Hofanlage Obere Straße 2 - 4“ hat die ID 35180164.

| Lage                                       | Bezeichnung              | Beschreibung | ID       | Bild |
| ------------------------------------------ | ------------------------ | ------------ | -------- | ---- |
| Obere Straße 2 51° 29′ 45″ N, 10° 11′ 1″ O | Wohnhaus                 |              | 35201620 |      |
| Obere Straße 4 51° 29′ 45″ N, 10° 11′ 1″ O | unbestimmtes Gebäude     |              | 35201943 | BW   |
| Obere Straße 4 51° 29′ 45″ N, 10° 11′ 0″ O | Wirtschaftsgebäude/Stall |              | 35202247 | BW   |
| Obere Straße 4 51° 29′ 45″ N, 10° 11′ 0″ O | Scheune                  |              | 35202095 | BW   |

### Gruppe: Im Hinterdorf 2, 4
Die Gruppe „Im Hinterdorf 2, 4“ hat die ID 35180136.

| Lage                                         | Bezeichnung | Beschreibung | ID       | Bild |
| -------------------------------------------- | ----------- | ------------ | -------- | ---- |
| Im Hinterdorf 2 51° 29′ 48″ N, 10° 10′ 57″ O | Wohnhaus    |              | 35201920 | BW   |
| Im Hinterdorf 2 51° 29′ 48″ N, 10° 10′ 56″ O | Scheune     |              | 35202072 | BW   |
| Im Hinterhof 4 51° 29′ 47″ N, 10° 10′ 55″ O  | Wohnhaus    |              | 35201364 | BW   |

### Gruppe: Hofanlage Nesselröder Straße 7–9
Die Gruppe „Hofanlage Nesselröder Straße 7 - 9“ hat die ID 35180150.

| Lage                                             | Bezeichnung              | Beschreibung | ID       | Bild |
| ------------------------------------------------ | ------------------------ | ------------ | -------- | ---- |
| Nesselröder Straße 7 51° 29′ 42″ N, 10° 11′ 2″ O | Wohnhaus einer Hofanlage |              | 35201876 | BW   |
| Nesselröder Straße 9 51° 29′ 41″ N, 10° 11′ 2″ O | Wohnhaus einer Hofanlage |              | 35201898 | BW   |
| Nesselröder Straße 9 51° 29′ 41″ N, 10° 11′ 2″ O | Wirtschaftsgebäude       |              | 35202050 | BW   |
| Nesselröder Straße 7 51° 29′ 41″ N, 10° 11′ 3″ O | Scheune                  |              | 35202028 | BW   |
| Nesselröder Straße 9 51° 29′ 40″ N, 10° 11′ 3″ O | Scheune                  |              | 35202202 | BW   |

### Gruppe: Hofanlage Nesselröder Straße 35
Die Gruppe „Hofanlage Nesselröder Straße 35“ hat die ID 45334806.

| Lage                                               | Bezeichnung   | Beschreibung | ID       | Bild |
| -------------------------------------------------- | ------------- | ------------ | -------- | ---- |
| Nesselröder Straße 35 51° 29′ 34″ N, 10° 10′ 55″ O | Wohnhaus      |              | 35201855 | BW   |
| Nesselröder Straße 35 51° 29′ 34″ N, 10° 10′ 55″ O | Schmiede      |              | 35202159 | BW   |
| Nesselröder Straße 35 51° 29′ 34″ N, 10° 10′ 56″ O | Scheune/Stall |              | 35202007 | BW   |

### Einzelbaudenkmale
| Lage                                               | Bezeichnung        | Beschreibung | ID       | Bild |
| -------------------------------------------------- | ------------------ | ------------ | -------- | ---- |
| Georgstraße 2 51° 29′ 44″ N, 10° 11′ 5″ O          | Schule             |              | 35201257 |      |
| Georgstraße 7 51° 29′ 47″ N, 10° 11′ 7″ O          | Wohnhaus           |              | 35201301 |      |
| Im Hinterdorf 51 51° 29′ 35″ N, 10° 10′ 52″ O      | Wohnhaus und Stall |              | 35201813 | BW   |
| Im Hinterdorf 68 51° 29′ 31″ N, 10° 10′ 48″ O      | Wohnhaus           | Dudenborn    | 35201407 | BW   |
| Lindenallee 51° 29′ 1″ N, 10° 10′ 19″ O            | Wegemal            | Dudenborn    | 35201427 |      |
| Lindenallee 51° 29′ 1″ N, 10° 10′ 20″ O            | Baumbestand        |              | 35201791 |      |
| Nathestraße 51° 29′ 44″ N, 10° 11′ 15″ O           | Bildstock          |              | 35201449 | BW   |
| Nesselröder Straße 3 51° 29′ 43″ N, 10° 11′ 3″ O   | Wohnhaus           |              | 35201470 |      |
| Nesselröder Straße 29 51° 29′ 35″ N, 10° 10′ 58″ O | Wohnhaus           |              | 35201535 | BW   |
| Nesselröder Straße 29 51° 29′ 36″ N, 10° 10′ 57″ O | Gaststätte         |              | 35201770 | BW   |
| Nesselröder Straße 30 51° 29′ 36″ N, 10° 10′ 56″ O | Wohnhaus           |              | 35201556 |      |
| Obere Straße 8 51° 29′ 43″ N, 10° 10′ 58″ O        | Wohnhaus           |              | 35201664 | BW   |
| Schulstraße 51° 29′ 45″ N, 10° 11′ 32″ O           | Bildstock          |              | 35201684 |      |
| Untere Straße 47 51° 29′ 30″ N, 10° 10′ 52″ O      | Wohnhaus           |              | 35201705 | BW   |
| Untere Straße 47 51° 29′ 30″ N, 10° 10′ 51″ O      | Wirtschaftsgebäude |              | 35201725 | BW   |

## Tiftlingerode

### Einzelbaudenkmale
| Lage                                                 | Bezeichnung | Beschreibung | ID       | Bild |
| ---------------------------------------------------- | ----------- | --- | -------- | ---- |
| Burgring 51° 29′ 59″ N, 10° 14′ 31″ O                | Kirchhof    | Standort der 1983 abgebrochenen Kirche St. Nikolaus, die 1687 erbaut und in der zweiten Hälfte des 19. Jahrhunderts erweitert wurde. Erhalten sind neben dem gestalteten Gelände noch Reste des Chorraums. | 35202421 |      |
| Burgring 51° 29′ 59″ N, 10° 14′ 30″ O                | Kirche      | Reste des Chorpolygons | 35202442 | BW   |
| Musestraße 15 51° 30′ 7″ N, 10° 14′ 24″ O            | Wohnhaus    | | 35202463 |      |
| Tiftlingeröder Straße 51° 30′ 12″ N, 10° 14′ 54″ O   | Bildstock   | | 35202483 |      |
| Tiftlingeröder Straße 51° 30′ 3″ N, 10° 14′ 39″ O    | Wegemal     | | 35202504 |      |
| Tiftlingeröder Straße 16 51° 30′ 1″ N, 10° 14′ 32″ O | Wohnhaus    | | 35202525 |      |

## Werxhausen

### Gruppe: Werxhäuser Straße 29, 31, 35
Die Gruppe „Werxhäuser Straße 29, 31, 35“ hat die ID 35180178.

| Lage                                              | Bezeichnung | Beschreibung | ID       | Bild |
| ------------------------------------------------- | ----------- | --- | -------- | ---- |
| Werxhäuser Straße 29 51° 30′ 58″ N, 10° 11′ 18″ O | Hofanlage   | | 35202610 |      |
| Werxhäuser Straße 29 51° 30′ 58″ N, 10° 11′ 18″ O | Brunnen     | | 35202889 |      |
| Werxhäuser Straße 29 51° 30′ 58″ N, 10° 11′ 16″ O | Stall       | | 35202949 |      |
| Werxhäuser Straße 29 51° 30′ 57″ N, 10° 11′ 16″ O | Stall       | | 35202980 |      |
| Werxhäuser Straße 29 51° 30′ 57″ N, 10° 11′ 17″ O | Scheune     | | 35203011 |      |
| Werxhäuser Straße 29 51° 30′ 57″ N, 10° 11′ 18″ O | Stall       | | 35203042 |      |
| Werxhäuser Straße 31 51° 30′ 58″ N, 10° 11′ 14″ O | Wohnhaus    | |          |      |
| Werxhäuser Straße 35 51° 30′ 57″ N, 10° 11′ 13″ O | Kirche      | Die katholische Kirche St. Urban wurde von 1741 bis 1744 an Stelle einer anderen Kirche erbaut. Die Ausstattung im Inneren ist im barocken Stil gehalten, der Altar aus dem Jahre 1721 ist ein Geschenk aus dem Kloster Reifenstein. Die Kanzel wurde von Johann Peetz im Jahre 1756 erstellt. | 35202666 |      |
| Werxhäuser Straße 35 51° 30′ 57″ N, 10° 11′ 12″ O | Einfriedung | | 35202918 |      |
| Werxhäuser Straße 35 51° 30′ 58″ N, 10° 11′ 12″ O | Glockenturm | | 35202856 |      |

### Einzelbaudenkmale
| Lage                                              | Bezeichnung | Beschreibung | ID       | Bild |
| ------------------------------------------------- | ----------- | ------------ | -------- | ---- |
| Werxhäuser Straße 52 51° 30′ 58″ N, 10° 11′ 11″ O | Wohnhaus    |              | 35202699 | BW   |

## Westerode

### Einzelbaudenkmale
| Lage                                              | Bezeichnung     | Beschreibung | ID       | Bild |
| ------------------------------------------------- | --------------- | --- | -------- | ---- |
| Am Bahnhof 51° 31′ 21″ N, 10° 13′ 28″ O           | Empfangsgebäude | Bahnhof Westerode | 35203094 | BW   |
| Am Bahnhof 51° 31′ 20″ N, 10° 13′ 28″ O           | Platz           | Bahnhofsvorplatz | 35203115 | BW   |
| Am Bahnhof 51° 31′ 20″ N, 10° 13′ 28″ O           | Baumbestand     | Bahnhofsvorplatz | 35203280 | BW   |
| Westeröder Straße 10 51° 31′ 11″ N, 10° 13′ 49″ O | Wohnhaus        | | 35203180 | BW   |
| Westeröder Straße 32 51° 31′ 13″ N, 10° 13′ 36″ O | Kirche          | Die ehemalige evangelische Kirche wurde im Jahre 1901 vom hannoverschen Architekten Otto Bollweg im neugotischen Stil erbaut. Nach ihrer Entwidmung 2017 und einem Verkauf an Private wird die Kirche seit 2020 als täglich geöffneter, überkonfessioneller Andachtsraum genutzt. | 35203220 |      |
| Westeröder Straße 24 51° 31′ 13″ N, 10° 13′ 40″ O | Kirche          | Der Vorgängerbau der katholischen Kirche St. Johannes Baptist wurde 1899 abgerissen. Die Kirche ist im neugotischen Stil erbaut worden. Die Ausstattung im Inneren stammt aus der Bauzeit.                                                                                        | 35203200 |      |

## Ehemalige Baudenkmale
| Lage                                                                | Bezeichnung        | Beschreibung                                    | ID | Bild |
| ------------------------------------------------------------------- | ------------------ | ----------------------------------------------- | -- | --- |
| Breitenberg Marienstraße 5 51° 32′ 47″ N, 10° 17′ 16″ O             | Ehemalige Schmiede |                                                 |    | [[Vorlage:Bilderwunsch/code!/C:51.546463,10.287885!/D:Breitenberg Marienstraße 5, Ehemalige Schmiede!/\|BW]]  |
| Brochthausen Wolfsbergstraße 1 51° 32′ 54″ N, 10° 21′ 36″ O         | Wohnhaus           |                                                 |    | |
| Gerblingerode Brückenstraße 21 51° 29′ 38″ N, 10° 15′ 38″ O         | Wohnhaus           |                                                 |    | [[Vorlage:Bilderwunsch/code!/C:51.493907,10.260632!/D:Gerblingerode Brückenstraße 21, Wohnhaus!/\|BW]]        |
| Gerblingerode Brückenstraße 23 51° 29′ 37″ N, 10° 15′ 39″ O         | Wohnhaus           | Das Wohnhaus einer Hofanlage wurde 1792 erbaut. |    | [[Vorlage:Bilderwunsch/code!/C:51.493666,10.260856!/D:Gerblingerode Brückenstraße 23, Wohnhaus!/\|BW]]        |
| Gerblingerode rückenstraße 28/30 51° 29′ 45″ N, 10° 15′ 42″ O       | Wohnhaus           |                                                 |    | [[Vorlage:Bilderwunsch/code!/C:51.495803,10.261721!/D:Gerblingerode rückenstraße 28/30, Wohnhaus!/\|BW]]      |
| Gerblingerode Gerblingeröder Straße 73 51° 29′ 40″ N, 10° 15′ 43″ O | Wohnhaus           |                                                 |    | [[Vorlage:Bilderwunsch/code!/C:51.49455,10.261856!/D:Gerblingerode Gerblingeröder Straße 73, Wohnhaus!/\|BW]] |
| Mingerode Mingeröder Straße 7 51° 32′ 3″ N, 10° 14′ 24″ O           | Wohnhaus           |                                                 |    | [[Vorlage:Bilderwunsch/code!/C:51.534066,10.240047!/D:Mingerode Mingeröder Straße 7, Wohnhaus!/\|BW]]         |
| Mingerode Mingeröder Straße 35 51° 32′ 14″ N, 10° 14′ 25″ O         | Schule             |                                                 |    | [[Vorlage:Bilderwunsch/code!/C:51.53735,10.240413!/D:Mingerode Mingeröder Straße 35, Schule!/\|BW]]           |
| Nesselröden Georgstraße 4 51° 29′ 45″ N, 10° 11′ 5″ O               | Wohnhaus           |                                                 |    | [[Vorlage:Bilderwunsch/code!/C:51.495753,10.18482!/D:Nesselröden Georgstraße 4, Wohnhaus!/\|BW]]              |
| Werxhausen Teichstraße 6 51° 30′ 52″ N, 10° 11′ 14″ O               | Hof                |                                                 |    | [[Vorlage:Bilderwunsch/code!/C:51.514387,10.187321!/D:Werxhausen Teichstraße 6, Hof!/\|BW]]                   |